# 龙泽汇
龙泽汇（1910年10月9日—1991年3月3日），云南省昭通市人，字济游。龙雨苍五弟。中华民国陆军中将，中华人民共和国政治人物。
中央陆军军官学校第八期步兵科、陆军大学将官班乙级第一期毕业，云南陆军讲武学校预科肄业。
1926年8月考入云南陆军讲武学校预科学习，1927年7月提前离校后派任国民革命军第38军第2师步兵第3旅第5团第1营第3连少尉排长，1928年4月2日升任第98师步兵第2旅第5团第1营第3连中尉排长。离职后前往上海、武汉投考大学未果后游学，旋考入中央陆军军官学校武汉分校第八期学习，1930年5月并入中央陆军军官学校校本部为第八期第2总队。1933年5月军校毕业后派任讨逆第十路军教导团步兵第2区队少尉侯差，1935年2月调升剿匪第2路军补充第1大队第2区队第5中队（10月所部改编为剿匪第2路军近卫第1团第2营第5连、1936年8月2日所部改称滇黔绥靖公署近卫第1团第2营第5连）中尉暂代（1937年8月7日改委代理）中队长（连长），1937年8月30日升任滇黔绥靖公署近卫第1团第2营上尉营附。1938年3月调升第60军干部大队少校大队长，10月升任第1集团军参谋处中校参谋兼中央陆军军官学校第十六期第18总队（第1集团军干部总队）第1大队大队长。1939年4月考入陆军大学将官班乙级第一期深造，1940年2月陆大毕业后派任军事委员会委员长昆明行营上校高级参谋兼中央陆军军官学校第十六期第18总队第1大队大队长（8月免去大队长兼职），11月调任第1集团军特务营上校营长。1941年6月调任第1集团军副官处上校处长，1942年2月15日调任第36补充兵训练处第1团上校团长，1944年9月4日调升第1集团军驻滇兵站分监部（1945年3月9日所部改编为第1方面军第1区兵站司令部）少将分监，1945年3月9日叙任陆军步兵中校、6月4日兼任暂编第18师副师长、政治部主任、10月10日获颁忠勤勋章、11月9日获颁美国铜质棕榈叶勋饰自由勋章、11月21日调升暂编第22师少将（辖三团）师长。1946年5月5日获颁胜利勋章，5月10日晋任陆军步兵上校。1947年9月16日因四平解围之战有功获颁三等宝鼎勋章。1948年3月26日升任第93军少将副军长，12月15日调任国防部少将部员（派陆军总司令部服务）。1949年1月16日调任第49军少将副军长（未到职），2月16日兼任第249师（辖三团）少将师长（未到职），4月1日调任第8军少将副军长（未到职）。当年6月，受姐夫卢汉委派出任云南省保安第3旅（辖三团）少将旅长，10月所部扩编为陆军第93军（辖第277师、第278师、第279师）后升任中将军长。
1949年12月9日率部在昆明参加起义，12月12日改任云南人民临时军政委员会委员兼军务处处长、云南人民解放军暂编第13军（辖暂编第38师、暂编第39师、暂编第40师）军长。1950年1月2日免去军长兼职，4月出任中国人民解放军第13军第二副军长。1955年5月转业，6月1日派任云南省人民政府林业厅厅长，8月兼任云南省人民委员会委员。
1956年5月当选民革云南省委员会副主任委员，1958年6月调任云南省体育运动委员会副主任，1959年7月当选云南省政协常务委员、联络委员会主任委员，1963年12月当选云南省政协副主席。“文化大革命”中保受迫害
1978年3月当选全国政协委员，1979年10月当选民革中央委员，1983年6月当选全国政协常委（免去云南省体育运动委员会副主任兼职），1985年3月当选成都地区黄埔军校同学会副会长，8月当选云南省人大常委会副主任，1988年11月当选民革云南省委员会主任委员（卧病在床，无法视事）。
1991年3月3日在云南昆明病逝。